# 子象の行進
「子象の行進」（こぞうのこうしん、英語: Baby Elephant Walk、ベイビー・エレファント・ウォーク）は、1962年6月19日公開の映画『ハタリ!』のため、1961年にヘンリー・マンシーニにより書かれた楽曲。

## 概要
金管楽器（チューバから繰り出される音を含む）と木管楽器の要素を組み合わせ、大きくゆったりとしているが元気いっぱいの幼児の感覚を伝えている。
覚えやすいジャズ調のシンプルな曲はマンシーニの代表曲となっており、後の20曲近い編集と、ベストオブグレイテストヒットアルバムでその存在感を示している。allmusic.comのアルバムレビューには以下のようにある。
ハル・デヴィッドがマンシーニの曲に作詞をしたが、楽譜には載るも一度も使われることはなかった。1962年、このマンシーニの曲はグラミー賞のベスト・インストゥルメンタル・アレンジメント賞を獲得した。
本作は『ハタリ!』の中でエルザ・マルティネッリが水浴びのためにプールに赤ちゃん象を3頭連れて行く、映画の筋からは重要でない小シーンのために書かれた。マンシーニはサーカスを連想させる電気式カリオペの序奏を用いた。それからこの上に元気なメロディが小クラリネットに乗せて演奏される。全体的なスタイルはブギウギで、マンシーニは“何度もシーンを見て、思ったんだ。「ああ、8拍で歩いている。それで、「ダウン・ザ・ロード・ア・ピース」という昔のウィル・ブラッドリーのブギウギナンバーが思い浮かんだんだ… シーンの中の子象は8拍で、ブギウギで絶対に歩いていたよ。「子象の行進」を書いたのはその結果だよ。”と説明している。
マンシーニの「ピンク・パンサーのテーマ」のような元気な曲は「ムーン・リバー」のようなもっとメランコリーなマンシーニのスダンダードナンバーとは全く対照的である。その「おかしな」サウンドで、ユーモラスな内容でよく使われている。1960年代には多数のパフォーマーによりカバーもされていた。その中には、1963年の香港ベースのダイアモンド・レコードのファビュラス・エコーズのLPアルバム、ゾーズ・ファビュラス・エコーズと、1964年のオルフェオンレコード向けバージョンにレコーディングしたビル・ハーレー & ヒズ・コメットがある。ジャムバンド、フィッシュ（Phish）のサマーツアーを終結させた1998年8月のミュージックフェスティバル、Lemonwheel最後の閉会曲であった。マンシーニ・バージョンはシングル曲としてリリースされなかった。ビルボード・トップ100にはローレンス・ウェルクとミニチュア・メンによるシングル曲がある。

## カバーバージョン
1963年、ブラジルの pré-Jovem Guarda（ポルトガル語版） group Trio Esperança（ポルトガル語版、英語版）は、ルース・ブランコ作詞の “O Passo do Elefantinho” というタイトルで、この曲のボーカル・バージョンをレコーディングした。このバージョンはブラジルの全国ラジオパーフォーマンスで大ヒットとなった。ニコロデオンのアニメシリーズの「アングリー・ビーバーズ」では、ショーのエンドクレジットに本作の速いテンポ・バージョンを使用している。一時期、子供向けの朝のカートゥーンショー「ランブリンロッドショー」のテーマソングとして使用されていた。

### 日本におけるカバー
「子象の行進」は、木の実ナナの2枚目のシングルである。
- 日本語詞[6]：駿河あきら／編曲：森岡賢一郎
- 7インチシングル盤：規格品番 EB-7155
- ヘ長調である。
- B面曲の「ホイ・ホイ・ルック」は、木の実のためのオリジナル曲。作詞[7]：音羽たかし／作編曲：森岡賢一郎による。ハ長調である。

1976年2月にはNHKの『みんなのうた』で紹介された。日本語詞は井出隆夫、編曲は所太郎がそれぞれ手掛け、歌は田中星児と東京放送児童合唱団が担当した。映像はアニメで、ベテランアニメーターのりんたろうが矢沢則夫と共同で製作した（両名とも現在唯一の担当）。放送終了して2ヶ月後の5月3日放送の『特集みんなのうた』で再放送された事はあったが、定時番組では再放送されてない。だがDVD-BOX『NHK みんなのうた』には収録されている。
この他、PARACHUTEが、1980年のアルバム『6 kinds 6 sizes』でカバーした。
また、東京スカパラダイスオーケストラが、1990年のアルバム『スカパラ登場』で「仔象の行進（タイニー・エレファント・パレード）」としてカバーした。

## 日本における著作権の概況
JASRACでは2種類の登録がなされており、外国作品扱いである。出典：PJ（サブ出版者作品届）。
- 作品コード  0O4-1807-4 BABY ELEPHANT WALK /INST/
- 作品コード  0B0-0119-5 BABY ELEPHANT WALK /VOCAL/（BABY ELEPHANT WALK // SIMPSONS THE）

後者に関しては「VOCAL」と「SIMPSONS THE」の二つが個別に表示されるが、作品コードは同一となっている。そのヴァージョンでは作詞：ハル・デヴィッド、作曲：ヘンリー・マンシーニ、訳詞：駿河あきらとされている（前者はインストゥルメンタルであるため作詞者表記が無い）。
いずれも出版者はSONY ATV HARMONY、サブ出版はソニー・ミュージックパブリッシング A事業部と登録されている。